# Kanton Nîmes-4
Kanton Nîmes-4 (francouzsky Canton de Nîmes-4) je francouzský kanton v departementu Gard v regionu Languedoc-Roussillon. Tvoří ho část města Nîmes a zahrnuje městské čtvrti Ecusson (jižní část), Les Arènes, Feuchères, Mont Duplan, Gare, Le Creux des Canards a La Tour-l'Evêque.